# Княжиха (Вологодская область)
Княжиха — деревня в Тотемском районе Вологодской области.
Входит в состав Великодворского сельского поселения, с точки зрения административно-территориального деления — в Великодворский сельсовет.
Расстояние по автодороге до районного центра Тотьмы — 48 км, до центра муниципального образования деревни Великий Двор — 1 км.
По переписи 2002 года население — 127 человек (62 мужчины, 65 женщин). Преобладающая национальность — русские (99 %).